# Deportivo Toluca FC
Deportivo Toluca Fútbol Club är en mexikansk fotbollsklubb från staden Toluca de Lerdo som ligger i delstaten Mexiko i centrala Mexiko. Klubben grundades 1917 och spelar sina hemmamatcher på Nemzio Díez. Tränaren är José Saturnio